# Gerber-Haus

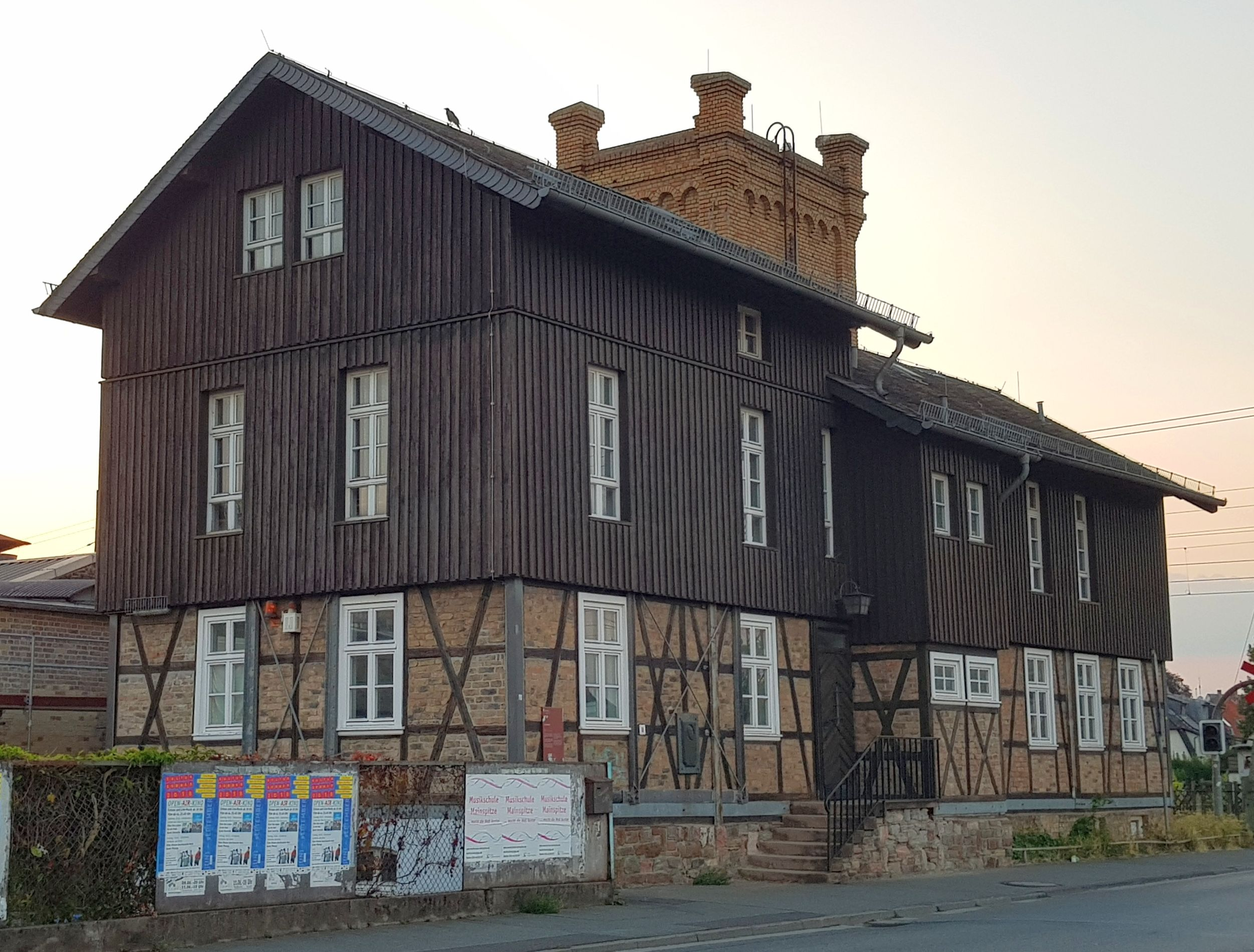
Gerber-Haus

Das Gerber-Haus ist ein im Jahr 1861 erbautes Fachwerkhaus in Gustavsburg in Hessen. Es ist benannt nach dem Bauingenieur Heinrich Gerber, der im späteren MAN-Werk Gustavsburg eine leitende Position hatte. Es war das erste Verwaltungsgebäude des Brückenmontageplatzes des Unternehmens Klett mit Büroräumen und Zeichensälen. Das Gerber-Haus wurde nicht nur „Verwaltungsgebäude“, sondern auch „Brückenbaubüro“ genannt. Das ist darin begründet, dass dort die Zeichnungen für die Brückenbauwerke erstellt worden sind. Nach Fertigstellung des „neuen“ Verwaltungsgebäudes 1900, wurde das Bauwerk als betriebseigene Werkschule bzw. Fortbildungsschule, und ab 1912 in eine von der IHK Darmstadt beaufsichtigte aber vom MAN-Werk getragene Berufsschule umgewandelt. Das Gerber-Haus besteht aus einem zwei- bis dreigeschossigen Fachwerkgebäude mit einem späteren Wasserturmanbau im Renaissancestil.
Die Gemeinde kaufte 1989 das Gebäude der MAN und nutzte es nach Umbaumaßnahmen ab 1992 für die Jugendarbeit. Durch die schwindende Akzeptanz wurde das Jugendzentrum 2014 im Gebäude aufgegeben.
Das Gerber-Haus ist Teil der Route der Industriekultur Rhein-Main Mainspitze und befindet sich direkt an der Mainbahn.